# Diecezja Fajsalabadu
Diecezja Fajsalabadu (łac. Dioecesis Faisalabadensis, ang. Diocese of Faisalabad) – rzymskokatolicka diecezja ze stolicą w Fajsalabadzie w prowincji Pendżab, w Pakistanie. Biskupstwo jest sufraganią archidiecezji Lahaur.
W 2006 w diecezji służyło 16 braci i 107 sióstr zakonnych.

## Historia
13 kwietnia 1960 papież Jan XXIII bullą Caelestis civitas erygował diecezję Lyallpur. Dotychczas wierni z tych terenów należeli do diecezji Multan.
1 września 1977 zmieniono nazwę diecezji na obecną.

## Biskupi
- Francesco Benedetto Cialeo OP (1960–1976)
- Paolo Vieri Andreotti OP (1976–1984)
- John Joseph (1984–1998)
- Joseph Coutts (1998–2012) od 2011 przewodniczący Konferencji Episkopatu Pakistanu; następnie mianowany arcybiskupem Karaczi
  - Rufin Anthony (2012–2013) administrator apostolski, biskup Islamabadu-Rawalpindi
- Joseph Arshad (2013–2017)
- Indrias Rehmat (od 2019)